# Christina Perri
Christina Judith Perri (sinh ngày 19 tháng 8 năm 1986) là một ca sĩ/nhạc sĩ người Mỹ nổi tiếng với những ca khúc buồn. Cô đến từ Philadelphia, bang Pennsylvania. Ca khúc đánh dấu tên tuổi của cô, "Jar of Hearts", bắt đầu được biết đến rộng rãi khi nó được phát sóng trong chương trình truyền hình So You Think You Can Dance của đài Fox năm 2010. Sau đó, ca khúc này đã lọt vào top rất nhiều bảng xếp hạng trên toàn thế giới. Vào ngày 5 tháng 10 năm 2011, "Jar of Hearts" đã được xuất hiện trong tập "Prom Night" của bộ phim truyền hình Glee của đài Fox; một tháng sau đó, ca khúc lại được xuất hiện trong "Dance Amongst Daggers", một tập trong bộ phim hài Switched at Birth của kênh ABC Family. Perri cũng thu âm một ca khúc có tên là "A Thousand Years" cho bộ phim Hừng Đông – Phần 1.

## Thời thơ ấu
Christina Perri sinh ra và lớn lên tại Bensalem, Quận Bucks, Pennsylvania (một vùng ngoại ô của Philadelphia) với người anh trai lớn của cô, Nick Perri, người trước đây đã từng chơi ghi ta với Shinedown, Silvertide, Perry Farrell và Matt Sorum. Bố của cô là một người Ý. Perri theo học tại trường Trung học Archbishop Ryan vào năm 2004. Cô tự học chơi ghi-ta khi cô mới chỉ 16 tuổi bằng cách xem các băng video về Shannon Hoon (thành viên ban nhạc Blind Melon) biểu diễn trên VH1.

## Sự nghiệp

### Bắt đầu sự nghiệp
Christina Perri chuyển tới Los Angeles vào ngày sinh nhật lần thứ 21 của cô. Cuối năm đó, cô lấy chồng và bắt đầu công việc sản xuất các video âm nhạc. Cô đã ly dị 18 tháng sau đó và quay về Philadelphia vào cuối năm 2009, trong khi cô đang sáng tác ca khúc "Jar of Hearts". Perri sau đó đã trở lại Los Angeles, làm phục vụ tại Melrose Cafe vào ban ngày và thực hiện việc thu âm vào buổi tối.

### 2010-hiện tại:lovestrong.
Ca khúc "Jar of Hearts" của Perri được xuất hiện trong chương trình So You Think You Can Dance của Mỹ vào ngày 30 tháng 6 năm 2010. Ngay sau đó, ca khúc được biết đến rộng rãi và đã được tiêu thụ 48,000 bản kỹ thuật số, ra mắt bảng xếp hạng Billboard Hot 100 tại vị trí thứ 63 và theo đó là vị trí thứ 28 trên bảng xếp hạng Hot Digital Songs. Sau một tháng, "Jar of Hearts" đã bán được hơn 100,000 bản. Sau đó, video âm nhạc cho "Jar of Hearts" đã lọt vào top 20 video âm nhạc của kênh VH1.
Perri ký hợp đồng với hãng thu âm Atlantic vào ngày 21 tháng 7 năm 2010. Trong thời gian đó, hãng thu âm Roadrunner vẫn tiếp tục quảng bá "Jar of Hearts" trên các đài phát thanh. Perri cũng đã biểu diễn ca khúc "Jar of Hearts" trong chương trình The Tonight Show with Jay Leno vào ngày 29 tháng 7 năm 2010 và Conan vào ngày 7 tháng 12 năm 2010. "Arms", một ca khúc khác của cô cũng được xuất hiện trong bộ phim Teen Spirit của kênh ABC Family. Perri cũng đã thu âm một EP vào thời gian này. EP có tên The Ocean Way Sessions, được phát hành vào ngày 9 tháng 11 năm 2010.
Album phòng thu đầu tay của Christina Perri với tên gọi lovestrong. được phát hành vào ngày 10 tháng 5 năm 2011. Trước đó, vào ngày 15 tháng 3 năm 2011, đĩa đơn "Arms" đã được phát hành. Theo sau "Arms" là bốn đĩa đơn khác được phát hành để quảng bá cho album: "The Lonely", "Penguin", "Tragedy" và "Bluebird". Ngoài ra, Perri cũng thu âm một ca khúc riêng cho album nhạc phim Hừng Đông - Phần 1 có tên "A Thousand Years"
Vào ngày 16 tháng 10 năm 2012, cô cũng đã phát hành một EP mừng lễ Giáng sinh có tên là A Very Merry Perri Christmas.
Ngoài ra, năm 2015, cô đã xuất hiện, hát live chung với Ed Sheeran ca khúc mang tên "Be my Forever"

## Danh sách đĩa nhạc

### Album phòng thu
- lovestrong. (2011)

### Đĩa mở rộng
- The Ocean Way Sessions (2010)
- The Karaoke Collection (2011)
- A Very Merry Perri Christmas (2012)